# Italiens kustbevakning
Italiens kustbevakning är ett vapenslag i den italienska flottan, som utför uppdrag för det italienska kommunikationsministeriet, miljöministeriet och livsmedelsministeriet.

## Uppdrag
Italiens kustbevakning har följande uppdrag:
- Sjöräddning på kommunikationsministeriets uppdrag.
- Sjösäkerhet på kommunikationsministeriets uppdrag.
- Maritim polis på kommunikationsministeriets uppdrag.
- Ansvar för fartygsregistrering, nautiska behörigheter och sjöfartsutbildning på kommunikationsministeriets uppdrag.
- Miljövård på miljöministeriets uppdrag.
- Fiskerikontroll på livsmedelsministeriets uppdrag.
- Gränskontroll, som även utövas av inrikesministeriets myndigheter.
- Hamn- och sjöfartsskydd samt civilförsvar i kustområdena.

Källa: 

## Organisation

Italiens sjöräddningsområden.

Italiens kustbevakning är en militär kår tillhörig Italiens flotta, men utför i huvudsak uppdrag för det italienska kommunikationsministeriet. Den är organiserad på en kustbevakningsledning (Comando generale) är också central sjöräddningsledning (Maritime Rescue Coordination Centre), 15 kustbevakningsdistrikt vilka också är lokala sjöräddningscentraler (Maritime Rescue Sub-Centres),  53 hamnmyndigheter samt 126 lokalkontor och 61 stranddelegationer.

## Personal

Yrkestecken för sjömän i kustbevakningen.

Kustbevakningens personal tillhör en av den italienska flottans personalkårer - Corpo delle capitanerie di porto.